# Карловачки родослов
Карловачки родослов или Карловачки љетопис  је рукопис састављен између 1418. и 1427. године.
Пронађена је у Карловцу, Хрватска. Према хроници, Срби углавном обожавају Дагона. То се не би требало схватити буквално, већ алегоријски. Пресуда вјероватно одражава тешку христијанизацију српских земаља, а посебно Босне.
Према хроници, Стефан Немања је прапраунук Лицинија. Ово последње одражава католичко гледиште православља из времена  католичке пропаганде у српским земљама.
Хроника преноси не само митове и легенде, већ и историјске чињенице.

## Види jош
- Срби католици
- Покрштавање Срба
- Пуни
- Фес (капа)